# DAMN.
Damn (estilizado como DAMN.; en español: Maldición) es el cuarto álbum de estudio del rapero estadounidense Kendrick Lamar. Fue publicado el 14 de abril de 2017 por Top Dawg Entertainment, Aftermath Entertainment e Interscope Records. El álbum cuenta con una variedad de productores, incluyendo el productor ejecutivo de Top Dawg Entertainment Anthony "Top Dawg" Tiffith, Sounwave, DJ Dahi, Mike Will Made It y Ricci Riera; así como las contribuciones a la producción de James Blake, Steve Lacy, BadBadNotGood, Greg Kurstin, The Alchemist y 9th Wonder, entre otros.
DAMN. recibió críticas favorables y el álbum debutó en el puesto número uno en el Billboard 200, consiguiendo a Lamar su tercera vez consecutiva en esa posición. El álbum fue apoyado por tres sencillos: «HUMBLE.», «DNA.», y «LOYALTY.» acompañado de Rihanna. En mayo de 2018, DAMN. recibió certificado triple platino por la Recording Industry Association of America.
El 16 de abril de 2018, Lamar ganó un Premio Pulitzer de Música «por una composición musical distinguida de dimensión significativa por un estadounidense que haya sido estrenada en los Estados Unidos durante el año», siendo el primer álbum de rap en ganar un Premio Pulitzer en la historia.

## Grabación y producción
El beat de "HUMBLE." fue producido por Mike Will con la intención de grabar con Gucci Mane, pensando que esta sería su primera vez grabando con un beat de Trap. Después de la grabación, inicialmente se planeó que el tema sería publicado en el álbum debut de Mike Will titulado Ransom 2, pero otros convincieron a Lamar para que lo utilizara en su álbum.
"DNA." fue la segunda canción grabada por Lamar y producida por Mike Will Made It, después de "HUMBLE.". Después que se grabara el primer verso de DNA. con el beat que Mike Will preparó, Lamar empezó a rapear el segundo verso a cappella, pidiéndole a Mike que construyera el beat basándose en el rap. Lamar propuso que sonara "caótico" y Mike Will desarrolló la segunda parte de la canción con la intención de que sonara como si "él estuviera batallando contra el beat."

## Ilustración y título
El 11 de abril, Lamar mostró la portada de Damn. La portada fue diseñada por Vlad Sepetov, quien también creó las portadas de los dos últimos trabajos de Lamar – To Pimp a Butterfly y Untitled Unmastered. Sepetov describió la portada como una portada fuerte y agresiva, no una versión política como To Pimp a Butterfly pero tiene la misma intención.

## Lanzamiento y promoción
El 23 de marzo de 2017, Lamar lanzó el sencillo, "The Heart Part 4", La cual instuia un posible nuevo álbum el próximo 7 de abril. El 7 de abril el álbum estaba disponible para pre-ordenar y confirmó que se lanzaría el próximo 14 de abril. En 11 de abril, Lamar mostró en Facebook el listado de las canciones de DAMN.
Después del lanzamiento del exitoso álbum, Lamar confirmó en Instagram un tour el cual estaría acompañado con Travis Scott, que se llamaría, The DAMN. Tour.

## Recepción

### Crítica
DAMN. recibió numerosos elogios de la crítica. En Metacritic, que asigna un normalizado calificación de 100 a valoraciones de las publicaciones principales, el álbum recibió una media de puntuación de 96, basado en 37 opiniones. Andy Kellman de Allmusic dijo que "Contiene algunas de las mejores actuaciones de la escritura y Lamar, que revela la evolución de su complejidad y versatilidad como letrista". Christopher R. Weingarten, un autor para la revista Rolling Stone , dijo: "Al igual que la reciente misión de A Tribe Called Quest, DAMN. Es una brillante combinación de lo eterno y lo moderno, la vieja escuela y el siguiente nivel. El rapero más dotado de esta generación pisa fuerte en los años noventa y continúa a abrir el camino hacia adelante ". El escritor de The A.V. Club , Evan Rytlewski concluyó, "Lamar confía cada idea a valerse por sí misma. Cuando se está haciendo arte esta sustancial, vital y virtuoso, no hay necesidad para envolver un arco ordenado alrededor de ella." En su opinión, Greg Kot del Chicago Tribune " DAMN. Tiras hacia abajo los ritmos a su esencia, aromatizado con el cameo de vez en cuando (en particular, Rihanna y U2 ). La voz de Lamar hace la mayor parte del trabajo pesado, que juega múltiples roles y personajes. Su canto suave complementa una variedad de tonos y texturas de rap ".

### Comercial
En EE. UU. , DAMN. debutó como número uno en los Billboard 200 con 603 000 unidades vendidas en su primera semana.  Se vendieron 353 000 copias en su semana de lanzamiento y acumulando más de 340 millones de reproducciones en Youtube.  El álbum se mantuvo en la cima de las listas de Estados Unidos para las próximas semanas. Hasta el 17 de mayo de 2017, el álbum vendió más de 500 000 copias y alrededor de 1.148 millones de unidades. En el Reino Unido, DAMN. vendió 30 .000 unidades en su primera semana y debutó en el número dos en la lista de álbumes del Reino Unido. Todos los sencillos del álbum han sido certificados 3x o superior por la RIAA, al igual que todos los tracks han sido certificados Oro o superior por dicha asociación.

## Listado de canciones
| Damn  |                          | |                                                                               |          |  |
| N.º   | Título                   | Escritor(es)                                                                                             | Producer(s)                                                                   | Duración |  |
| 1.    | «BLOOD.»                 | Kendrick Duckworth, Daniel Tannenbaum, Anthony Tiffith                                                   | Bēkon, Top Dawg                                                               | 1:58     |  |
| 2.    | «DNA.»                   | Duckworth, Mike Will Made It, Michael Williams II                                                        | Mike Will Made It                                                             | 3:05     |  |
| 3.    | «YAH.»                   | Duckworth, Mark Spears, DJ Dahi, Dacoury Natche, Tiffith                                                 | Sounwave, DJ Dahi, Top Dawg, Bēkon                                            | 2:40     |  |
| 4.    | «ELEMENT.»               | Duckworth, Spears, James Blake, Ricci Riera                                                              | Sounwave, Blake, Riera, Tae Beast, Bēkon                                      | 3:28     |  |
| 5.    | «FEEL.»                  | Duckworth, Spears                                                                                        | Sounwave                                                                      | 3:34     |  |
| 6.    | «LOYALTY.» (con Rihanna) | Duckworth, Natche, Spears, Terrace Martin, Tiffith                                                       | DJ Dahi, Sounwave, Martin, Top Dawg, Kuk Harrell                              | 3:47     |  |
| 7.    | «PRIDE.»                 | Duckworth, Steven Lacy, Anna Wise, Tiffith                                                               | Lacy, Top Dawg, Bēkon                                                         | 4:35     |  |
| 8.    | «HUMBLE.»                | Duckworth, Williams II                                                                                   | Mike Will Made It, Pluss                                                      | 2:57     |  |
| 9.    | «LUST.»                  | Duckworth, Natche, Spears, Chester Hansen, Alexander Sowinski, Matthew Tavares, Leland Whitty            | DJ Dahi, Sounwave, BadBadNotGood                                              | 5:07     |  |
| 10.   | «LOVE.» (con Zacari)     | Duckworth, Zacari Pacaldo, Teddy Walton, Spears, Greg Kurstin, Tiffith                                   | Walton, Sounwave, Kurstin, Top Dawg                                           | 3:33     |  |
| 11.   | «XXX.» (con U2)          | Duckworth Williams II, Natche, Spears, Tiffith, Paul Hewson, David Evans, Adam Clayton, Larry Mullen Jr. | Mike Will Made It, DJ Dahi, Sounwave, Top Dawg, Bēkon                         | 4:14     |  |
| 12.   | «FEAR.»                  | Duckworth, Daniel Maman                                                                                  | The Alchemist, Bēkon                                                          | 7:40     |  |
| 13.   | «GOD.»                   | Duckworth, Riera, Spears, Natche, Tannenbaum, Ronald LaTour, Tiffith                                     | Riera, Sounwave, DJ Dahi, Bēkon, Cardo, Top Dawg, Yung Exclusive, Mike Hector | 4:08     |  |
| 14.   | «DUCKWORTH.»             | Duckworth, Patrick Douthit                                                                               | 9th Wonder, Bēkon                                                             | 4:08     |  |
| 54:54 |                          | |                                                                               |          |  |

Notas
- Cada canción es estilizada en letras mayúsculas, con un punto al final de sus títulos; a juego el título del álbum. Por ejemplo, «Humble» es estilizado como «HUMBLE.».
- «Element», «Love» y «Yah» contiene voces adicionales de Kid Capri.
- «Feel» cuenta con la voz adicional de Chelsea Blythe.
- «Loyalty» cuenta con voces adicionales de DJ Dahi.
- «Pride» cuenta con voces de fondo de Anna Wise y Steve Lacy.
- «Lust» cuenta con voces adicionales de Kaytranada y Rat Boy.
- «XXX» y «Duckworth» cuentan con voces adicionales de Bekon y Kid Capri.
- «Pride» cuenta con voces adicionales de Charles Edward Sydney Isom Jr., Bekon y Charles Duckworth.

Créditos de samples
- «Blood» y «DNA» contienen extractos de los comentadores Eric Bolling, Kimberly Guilfoyle y Geraldo Rivera de Fox News criticando su presentación en los BET Awards de 2015.[28]
- «DNA» también contiene una muestra de una grabación en vivo de "Rick James"
- «Yah» contiene elementos de «How Good Is Your Game» interpretada por Billy Paul.
- «Element» contiene partes de «Ha» escrito por Byron O. Thomas e interpretado por Juvenile del álbum 400 Degreez.
- «Feel» contiene elementos de «Stormy» interpretada por O. C. Smith, del álbum For Once in My Life, e interpolaciones de «Don't Let Me Down» escrito e interpretado por Fleurie del álbum Love and War
- «Loyalty» contiene partes de «24K Magic» de Bruno Mars, Christopher Brody Brown y Philip Lawrence e interpretada por Bruno Mars, del álbum 24K Magic y también contiene partes de «Shimmy Shimmy Ya» de Ol' Dirty Bastard y RZA interpretado por Ol' Dirty Bastard, del álbum Return to the 36 Chambers: The Dirty Version y «Get Your Mind Right Mami» escrito por Jay-Z, Snoop Dogg, Rell y Memphis Bleek interpretado por Jay-Z con Snoop Dogg, Rell y Memphis Bleek, del álbum The Dynasty: Roc La Familia.
- «Lust» contiene samples de «Knock Knock» escrito e interpretado por "Rat Boy".
- «Fear» contiene extractos de «Poverty's Paradise» escrito por "Dale Warren e interpretada por "24-Carat Black" del álbum Ghetto: Misfortune's Wealth.
- «XXX» contiene samples de «Get Up Offa That Thing» escrito por Deanna Brown, Diedra Brown y Yamma Brown e interpretado por James Brown, del álbum Get Up Offa' That Thing.
- «Duckworth» contiene elementos de «Atari» escrito por "Nai Palm" e interpretado por Hiatus Kaiyote y también contiene elementos de «Be Ever Wonderful» escrito por Don Robey y Joe Scott e interpretado por Ted Taylor, del álbum Keepin' My Head Above Water. también contiene partes de «Ostravi Trag» escrito por "September" del álbum Zadnja Avantura, y «Let the Drums Speak» escrito por Bill Curtis e interpretado por "Fatback Band", del álbum Yum Yum.

## Posicionamiento en listas
| Chart (2017)                             | Posición más alta |
| ---------------------------------------- | ----------------- |
| Australia (ARIA)                         | 2                 |
| Austria (Ö3 Austria)                     | 6                 |
| Bélgica (Ultratop flamenca)              | 2                 |
| Bélgica (Ultratop valona)                | 16                |
| Canadá (Billboard Canadian Albums)       | 1                 |
| República Checa (ČNS IFPI)               | 3                 |
| Dinamarca (Hitlisten)                    | 2                 |
| Países Bajos (Album Top 100)             | 2                 |
| Finlandia (Suomen Virallinen Lista)      | 3                 |
| Francia (SNEP)                           | 3                 |
| Alemania (Offizielle Top 100)            | 6                 |
| Hungría (MAHASZ)                         | 33                |
| Irlanda (IRMA)                           | 2                 |
| Italia (FIMI)                            | 15                |
| Nueva Zelanda (Recorded Music NZ)        | 2                 |
| Noruega (VG-lista)                       | 2                 |
| Polonia (ZPAV)                           | 24                |
| Portugal (AFP)                           | 10                |
| Escocia (Scottish Albums Chart)          | 3                 |
| South Korean Albums International (Gaon) | 3                 |
| Spanish Albums (PROMUSICAE)              | 15                |
| Suecia (Sverigetopplistan)               | 2                 |
| Suiza (Schweizer Hitparade)              | 3                 |
| Suiza (Romandie)                         | 1                 |
| Reino Unido (UK Albums Chart)            | 2                 |
| Reino Unido (UK R&B Albums)              | 1                 |
| Estados Unidos (Billboard 200)           | 1                 |
| Estados Unidos (Top R&B/Hip-Hop Albums)  | 1                 |

## Historial de versiones
| Región  | Fecha               | Formato(s)       | Disquera | Ref. |
| ------- | ------------------- | ---------------- | -------- | ---- |
| Mundial | 14 de abril de 2017 | Digital download | Top Dawg |      |
| Mundial | 21 de abril de 2017 | CD               | Top Dawg |      |